# Hecates Tholus
Hecates Tholus es un volcán del planeta Marte, notable por los resultados de la misión Mars Express, de la Agencia Espacial Europea, que indicó que una gran erupción tuvo lugar hace 350 millones de años. La erupción creó una caldera de 10 km de diámetro. Se ha sugerido que posteriormente depósitos glaciares rellenaron parcialmente la caldera y una depresión adyacente. Cálculos basados en el cráter apuntan a que este se formó hace de 5 a 20 millones de años. Sin embargo, modelos climáticos muestran que el hielo no es estable actualmente en Hecates Tholus, mostrando evidencias de cambio climático, ya que los glaciares estaban activos. Se ha demostrado que la edad de los glaciares corresponde al período de máxima oblicuidad de la eclíptica marciana.

El volcán se encuentra situado en las coordenadas 32.1°N 150.2°E, en la Elysium Planitia, y tiene un diámetro de 183.0 km. Constituye el más septentrional de los volcanes de la región de Elysium; los otros son Elysium Mons y Albor Tholus.